# Braunshain
Braunshain ist ein Ortsteil von Schmölln im Landkreis Altenburger Land in Thüringen. Er wird heute mit dem sich direkt im Süden anschließenden Ort Großbraunshain als gemeinsamer Ortsteil von Schmölln aufgeführt.

## Lage
Der Ortsteil befindet sich südwestlich von Lumpzig im Altenburger-Zeitzer-Lösshügelland, einem Teilgebiet der Leipziger Tieflandbucht. Die Bebauung geht in den direkt südlich anschließenden Ort Großbraunshain über, weshalb beide Orte heute als gemeinsamer Ortsteil Braunshain/Großbraunshain von Schmölln bezeichnet werden. Westlich des Ortsteils befindet sich die Landesgrenze zu Sachsen-Anhalt. Dort entspringt der Gerstenbach, ein Zufluss der Pleiße. 

## Geschichte

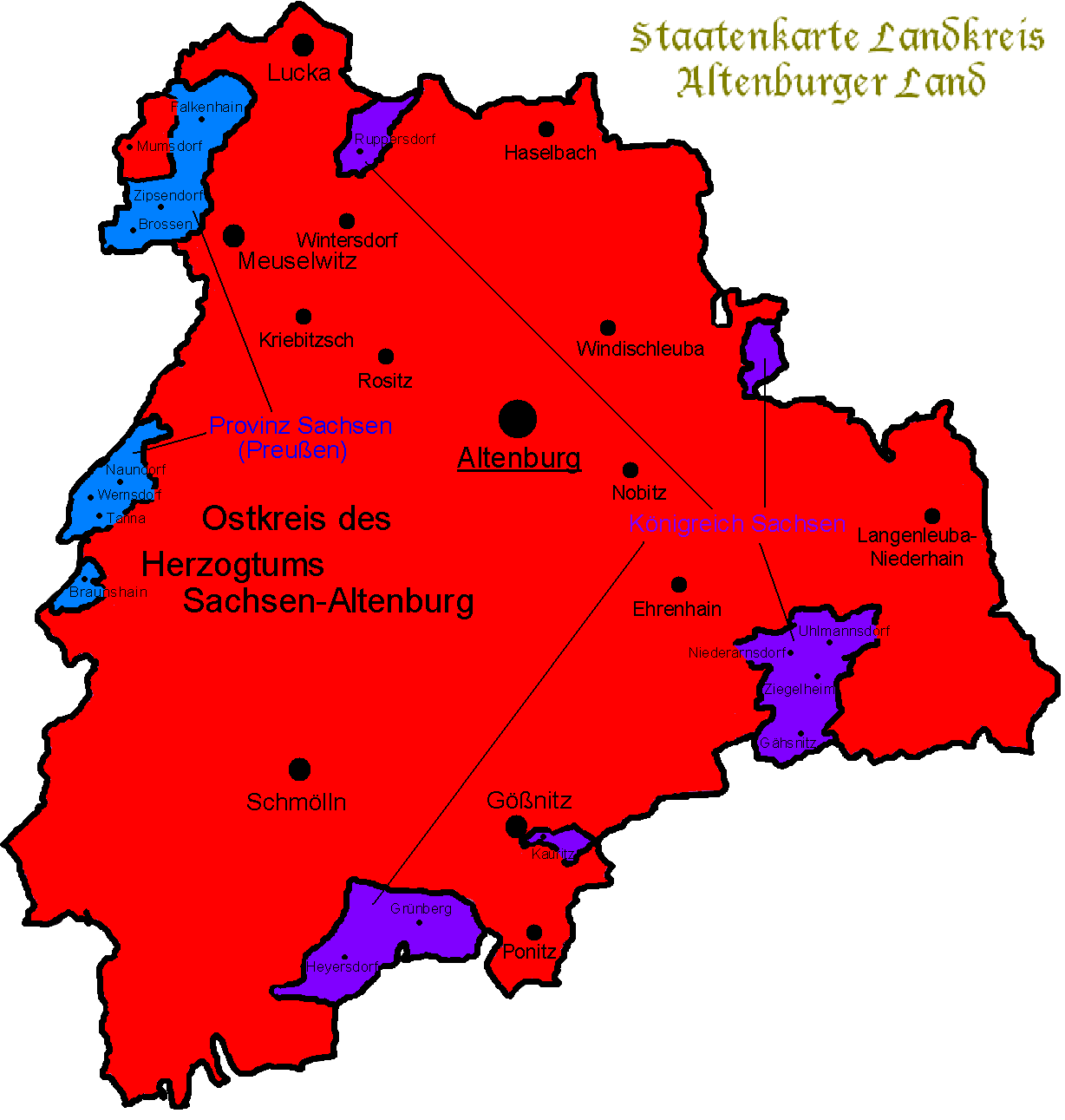
Staatenaufteilung des Altenburger Landes bis 1920

Im Jahr 1171 wurde das Dorf erstmals urkundlich erwähnt. Bis in die 1950er Jahre wurde der Ort Kleinbraunshain genannt. 
Kleinbraunshain bzw. Braunshain ist einer der wenigen Orte des Altenburger Lands, der historisch nicht zu Sachsen-Altenburg gehörte. Wie die nördlich liegenden Nachbarorte Tanna, Naundorf und Wernsdorf lag die Grundherrschaft zunächst beim Rittergut Kayna, wodurch es auch als Kaynaisches Dorf bezeichnet wurde. Später lag die Grundherrschaft beim Rittergut Kleinbraunshain, dessen fünf zugehörige Orte bis 1815 eine Exklave bildeten, die zum kursächsischen Amt Borna gehörte. Der in unmittelbarer Nähe gelegene Ort Großbraunshain gehörte hingegen zum Kreisamt Altenburg im Herzogtum Sachsen-Altenburg. Das Rittergut Kleinbraunshain wurde um 1632 erwähnt. Das Herrenhaus wurde 1797 als zweigeschossiges Fachwerkgebäude neu errichtet. Nach einem Brand im Jahre 1896 erfolgte der Wiederaufbau.
Durch die Beschlüsse des Wiener Kongresses kam die Exklave der fünf Kaynaischen Dörfer wie auch der ebenfalls als Exklave zum Amt Borna gehörige Nachbarort Hohenkirchen im Jahr 1815 zu Preußen. Das Gebiet ging 1816 im neu gebildeten Landkreis Zeitz im
Regierungsbezirk Merseburg der Provinz Sachsen auf. Nach der Auflösung der preußischen Provinz Sachsen (1815–1944) wurde am 1. Juli 1944 der Regierungsbezirk Merseburg zur Provinz Halle-Merseburg (1944–1945), zu dem nun auch Braunshain im Landkreis Zeitz gehörte. Nach dem Zweiten Weltkrieg kam Braunshain zum Land Sachsen-Anhalt. Das Herrenhaus des Ritterguts wurde kurz nach 1945 abgebrochen. Dagegen sind fast alle anderen Gebäudeteile in teilweise bedenklichem Zustand bis heute erhalten.
Am 1. Juli 1950 wurde Braunshain nach Bröckau eingemeindet. Mit der Verwaltungsreform in der DDR am 25. Juli 1952 kam Braunshain als Ortsteil der Gemeinde Bröckau an den Kreis Schmölln im Bezirk Leipzig. Bei der am 1. Januar 1956 erfolgten Rückgliederung der Gemeinde Bröckau in den Kreis Zeitz im Bezirk Halle verblieb Braunshain im Kreis Schmölln und wurde der Gemeinde Lumpzig angegliedert. Als Ortsteil der Gemeinde Lumpzig kam Braunshain im Jahr 1990 zum thüringischen Landkreis Schmölln, der 1994 im Landkreis Altenburger Land aufging. 2023 wohnten 70 Personen im Dorf.
Am 1. Januar 2019 wurde die Gemeinde Lumpzig aufgelöst und Braunshain in die Stadt Schmölln eingemeindet.